# Luís Pinto de Miranda Montenegro
Luís Pinto de Miranda Montenegro (Rio de Janeiro, 27 de maio de 1830  — 14 de novembro de 1880) foi um político brasileiro.
Foi presidente da província do Rio de Janeiro, de 26 de dezembro de 1878 a 5 de março de 1879.